# ディナミナ
ディナミナ（シンハラ語: දිනමිණ）とは、スリランカの日刊新聞であり、スリランカの公用語であるシンハラ語が用いられている。国営企業であるレイクハウスが発行元であり、1909年に創刊された。
シンハラ人の学者であるH. S.ペレラによって創刊され、ペレラが新聞のオーナーと編集長を兼任した。1914年12月にペレラが没したとき、後にスリランカの独立運動で重要な人物となるD. R.ヴィジェワルデナが新聞社を買収した。現在はディナミナを刊行するレイクハウスはスリランカの国営企業となっている。
当初コロンボのFirst Cross Streetに新聞社のオフィスが置かれ、ランカビマーナヴァ・ビシュルタ印刷所で紙面を印刷していた。その後、ディナミナのオフィスはヴィジェワルデナがコロンボに建てたレイクハウスのビルに移る。レイクハウスのビルには日刊紙「デイリー・ニュース」などのヴィジェワルデナがオーナーを務める他の新聞も事務所を置いていた。他の多くの新聞も事務所を置いているにもかかわらず、レイクハウスのビルは「ディナミナ・カントルヴァ（シンハラ語で「ディナミナ・センター」の意）」と呼ばれている。
紙面の大きさはブランケット判で、カラーと白黒両方の写真が掲載されている。平日の版の内容は国内情勢、国際情勢、ビジネス、政治評、スポーツ、社説、所信で構成される。ほか、案内広告と新聞が販売される地域に応じた、地方（および主要都市）のローカルニュースが掲載される。創刊当時の一部の価格は3セントだった。ディナミナの編集長を務めたプシュパ・ローウェルは、シンハラ語の国際紙で最初の女性編集長である。